# Asaphes suspensus
Asaphes suspensus é uma espécie de insetos himenópteros, mais especificamente de vespas parasíticas pertencente à família Pteromalidae.
A autoridade científica da espécie é Nees, tendo sido descrita no ano de 1834.
Trata-se de uma espécie presente no território português.